# Pyrinia vanidosa
Pyrinia vanidosa är en fjärilsart som beskrevs av Paul Dognin 1896. Pyrinia vanidosa ingår i släktet Pyrinia och familjen mätare. Inga underarter finns listade.